# Lodovico Sergardi
Lodovico Sergardi, auch Quintus Sectanus, (* 27. März 1660 in Siena; † 7. November 1726 in Spoleto) war ein italienischer Kurienbeamter, Satiriker und Schriftsteller.

## Leben
Sergardi studierte in Rom Jurisprudenz und Theologie. Sein Studium beendete er als Doktor beider Rechte, und er erhielt bald Zugang zur römischen Kurie. Nach dem Tod von Papst Innozenz XI. wurde er von Kardinal Pietro Maria Petrucci mit einer Rede an die Kardinäle, die am folgenden Konklave teilnahmen, beauftragt. Sergardi wurde in der Folge von Papst Alexander VIII. und dessen Großneffen, Kardinalnepot Pietro Ottoboni, protegiert. Obwohl er kein Priester war, wurde er mit mehreren vatikanischen Ämtern betraut. U. a. war er Vicario generale di sanità (Generalbeauftragter für das Gesundheitswesen) und Direttore della fabbrica di S. Pietro (Leiter der Bauhütte von Sankt Peter).
Seine Satiren in lateinischer Sprache kursierten bereits in Rom, bevor er sie in fünf Büchern zwischen 1694 und 1790 unter dem Pseudonym Quintus Sectanus publizierte. Eine zweibändige Ausgabe seiner Satiren erschien ebenfalls unter seinem Pseudonym und laut Titelblatt 1700 bei Elsevier in Amsterdam, in Wirklichkeit allerdings im selben Jahr in Rom. Seine Satiren stehen einerseits in der Tradition der römischen Satiriker und andererseits in der populären römischen Pasquill-Dichtung, die damals in Rom eine Hochblüte erlebte. Eine italienische Übersetzung, Le satire, die er möglicherweise selbst verfasste, war ungleich bekannter und umstrittener als die Fassung in lateinischer Sprache.
Er war wegen seiner Schrift De veterum philosophia vielen Verfolgungen ausgesetzt, aber Papst Alexander VIII. schützte ihn. Nach dessen Tod zog sich Sergardi nach Spoleto zurück, wo er auch starb.

## Werke
- Oratio pro eligendo summo pontifice post obitum Innocentii XI, Rom 1689.
- De veterum philosophia
- Satirae in Philodemum (gegen Gravina), 1694 u.ö.
- Satire di Settano tradotte, Zürich (Flor. 1760), zusammen hrsg. von P. Giannelli, Lucca 1783, italienisch von Cappellari, Palermo 1707, von Missirini, Pisa 1820, 2 Bände.